# Syrische dinar

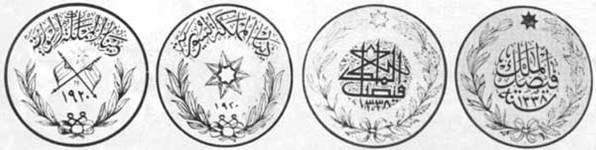
Munten van het voormalige Arabische Koninkrijk Syrië

De Syrische dinar was de voorgestelde munteenheid van het Arabische Koninkrijk Syrië dat in april 1920 werd ingevoerd. Door het kortstondige bestaan van het Arabische Koninkrijk Syrië werden er maar enkele exemplaren gedrukt die in omloop waren.
De Syrische dinar was aan goud gekoppeld en werd verdeeld in 100 piasters. Elke 25 piasters werd als een riyal beschouwd.